# Wołczkowo
Wołczkowo est une localité polonaise de la gmina rurale de Dobra située dans le powiat de Police en voïvodie de Poméranie-Occidentale. Elle se situe à environ 14 km au sud-ouest de Police et 16 km au nord-ouest de la capitale régionale Szczecin. Sa population est de 2 374 habitants.

## Géographie

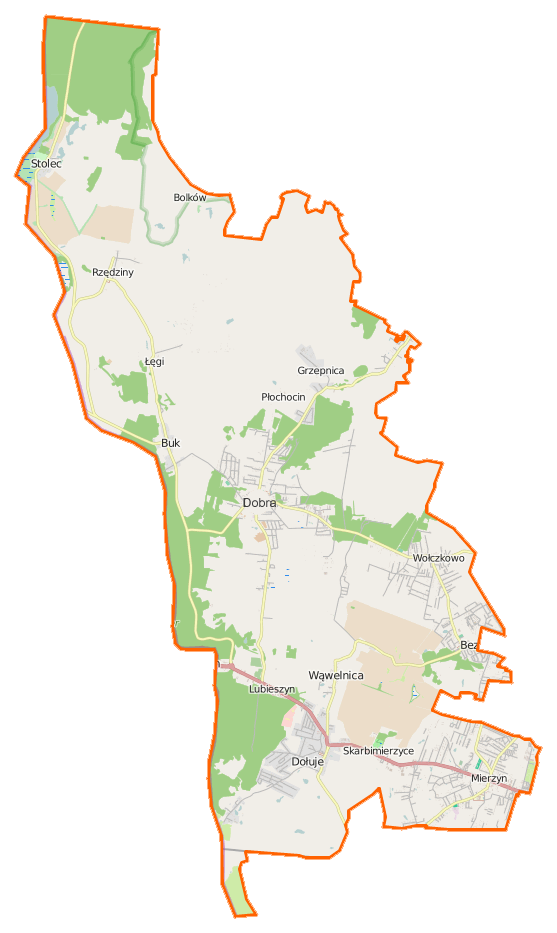
Carte de la gmina de Dobra.